# Neoscona triramusa
Neoscona triramusa là một loài nhện trong họ Araneidae.
Loài này thuộc chi Neoscona. Neoscona triramusa được miêu tả năm 1994 bởi Chang-Min Yin & Zhao.